# Katharine Drexel
Katharine Drexel (Philadelphia, 26 november 1858 - Bucks County, 3 maart 1955) was een Amerikaanse filantrope, zuster en congregatiestichtster. Ze werd op 1 oktober 2000 door paus Johannes Paulus II heilig verklaard.

## Biografie
Katharina Maria Drexel werd in Philadelphia geboren als de tweede dochter van bankier Francis Anthony Drexel en Hannah Langstroth. Vijf weken na haar geboorte overleed haar moeder. Toen ze tijdens een reis door Amerika in 1884 getuige was van de benarde situatie en de armoede van de Indianen besloot ze om hun hulp te verlenen. Het jaar daarop overleed de vader van Katharine Drexel en deze liet een grote erfenis voor zijn dochters achter. Ze bezocht Europa en had zelfs in 1887 een audiëntie bij paus Leo XIII en Katharina en haar zussen vroegen hem om missionarissen te sturen naar de Indianen. In plaats daarvan suggereerde de paus dat Katharina zelf missionaris moest worden. Uiteindelijk trad ze twee jaar later in bij de Sisters of Mercy.
Op 2 februari 1891 legde Katharina Drexel haar geloften af als zusters en wijdde ze haar werk aan het verbeteren van de situatie van de Indianen en de  Afro-Amerikanen in het westen en zuidwesten van de Verenigde Staten. Algauw richtte ze haar eigen congregatie op de Zusters van het Gezegende Sacrament. Na enkele jaren openden zij en haar zusters een kostschool in Santa Fe (New Mexico). Ze zette zich ook in voor de missionering van het katholieke geloof onder de Navajos. In 1910 financierde ze 500 exemplaren van de A Navaho-English Catechism of Christian Doctrine for the Use of Navaho Children. Gedurende de jaren stichtte ze in totaal 50 missieposten voor de indianen in zestien verschillende Amerikaanse staten. Ze overleed uiteindelijk op 96-jarige leeftijd in het moederhuis van de orde waar ze ook begraven ligt.

## Verering
Er werd al in 1966 gestart om Katharine Drexel zalig te laten verklaren. Paus Johannes Paulus II verklaarde haar officieel zalig op  20 november 1988 nadat Robert Gutherman op miraculeuze wijze was genezen van zijn doofheid in 1974. Ten slotte werd ze heilig verklaard op 1 oktober 2000 door dezelfde paus nadat een nieuw wonder aan Drexel was toegeschreven.